# Seznam slovaških hokejistov na ledu
Seznam Slovaških hokejistov na ledu.

## B
- Ivan Baranka
- Ľuboš Bartečko
- Milan Bartovič
- Jiří Bicek
- Mário Bližňák
- Mojmír Božík
- Peter Budaj

## C
- Zdeno Chára
- Martin Cibák
- Lukáš Cingeľ
- Zdeno Cíger

## Č
- Michal Čajkovský
- Peter Čerešňák
- Ladislav Čierny

## D
- Marko Daňo
- Pavol Demitra
- Vladimír Dravecký
- Vladimír Dzurilla

## G
- Marián Gáborík
- Martin Gernát
- Dominik Graňák
- Jozef Golonka

## H
- Jaroslav Halák
- Michal Handzuš
- Marcel Haščák
- Marcel Hossa
- Marián Hossa
- Tomáš Hrnka
- Július Hudáček
- Libor Hudáček

## J
- Adam Jánošík
- Jaroslav Janus
- Milan Jurčina
- Tomáš Jurčo

## K
- Tomáš Kopecký
- Karol Križan
- Martin Kučera
- Andrej Kudrna
- Roman Kukumberg

## L
- Ján Laco
- Ján Lašák
- Igor Liba
- Richard Lintner

## M
- Ivan Majeský
- Tomáš Marcinko
- Martin Marinčin
- Tomáš Matoušek
- Andrej Meszároš
- Michel Miklík
- Juraj Mikuš

## N
- Ladislav Nagy

## O
- Jaroslav Obšut
- Peter Ölvecký
- Vladimír Országh

## P
- Žigmund Pálffy
- Richard Pánik
- Josef Pethö

## R
- Branko Radivojevič

## S
- Andrej Sekera
- Michal Sersen
- Pavol Skalický
- Dávid Skokan
- Rastislav Staňa
- Tomáš Starosta
- Jozef Stümpel
- Radoslav Suchý
- Jakub Suja
- Tomáš Surový

## Š
- Miroslav Šatan
- Eduard Šedivý
- Peter Šlamiar
- Andrej Šťastný
- Peter Šťastný
- Juraj Štefanka
- Martin Štrbák
- Róbert Švehla

## T
- Rudolf Tajcnár
- Tomáš Tatar
- Peter Trška

## V
- Ľubomír Višňovský
- René Vydarený

## Z
- Tomáš Záborský
- Richard Zedník
- Tomáš Zigo